# هارولد شونبرگ
هارولد شونبرگ (انگلیسی: Harold C. Schonberg; ۲۹ نوامبر ۱۹۱۵ – ۲۶ ژوئیهٔ ۲۰۰۳) روزنامه‌نگار اهل ایالات متحده آمریکا بود.